# Bryocodia lilacina
Bryocodia lilacina är en fjärilsart som beskrevs av Dyar 1914. Bryocodia lilacina ingår i släktet Bryocodia och familjen nattflyn. Inga underarter finns listade i Catalogue of Life.